# Бонер, Ганс
Ганс (Ян) Бонер (Hans Boner) — польский купец и банкир немецкого происхождения. Считался одним из самых богатых людей Европы.
Родился в 1463 году в Ландау региона Пфальца. В начале своей жизни он начал создавать свой торговый бизнес в Бреслау. В 1483 году он поселился в Кракове, Польша. Торговал пряностями, металлами, древесиной, скотом и другими товарами,  вскоре открыл филиалы своей фирмы во многих городах Польши, Германии, России и Венгрии. В 1498 году Бонер был избран в Совет города, а в 1514 году был удостоен дворянского звания королём Польши Сигизмундом I.
Будучи личным кредитором короля и главным поставщиком товаров к королевскому двору, Бонер стал одним из самых богатых людей в Европе того времени. Он спас королевскую казну от банкротства, пополнив её примерно на 200000 Польских злотых, невероятную сумму в XV веке.
В 1515 году стал владельцем соляной шахты в Величке, одного из самых прибыльных предприятий того времени. Он также получил замки Ойцув и Рабштайн в свою частную собственность. В 1522 году был назначен губернатором Кракова.
Среди его наиболее заметных успехов было разделение казны на две части: государственную казну и королевскую сокровищницу, которые сохранились до раздела Польши в конце XVIII века. Кроме того, он был покровителем немецких и итальянских учёных и художников.
Умер в 1523 году в Бреслау, во время деловой поездки.